# Savo Meridionale
Il Savo Meridionale (in finlandese Etelä-Savo, in svedese Södra Savolax) è una provincia della Finlandia sud-orientale. È costituita dalla parte meridionale della provincia storica del Savo. Confina con il Savo Settentrionale, la Carelia Settentrionale, la Carelia Meridionale, il Kymenlaakso, il Päijät-Häme e la Finlandia Centrale.
Il Savo Meridionale è situato nel cuore della regione dei laghi della Finlandia, tra i quali il più noto è il lago di Saimaa. Le città della regione sono Mikkeli, Savonlinna e Pieksämäki.

## Storia
Il Savo meridionale è stato creato, nella sua maggior parte, dalla vecchia contea di Mikkeli, fondata nel 1831. Dopo una prima divisione nel 1960, con il trasferimento di alcuni comuni alla Finlandia centrale, la contea di Mikkeli è stata formalmente cancellata nel 1997, a seguito del rinnovamento delle amministrazioni regionali. In base a questo, il Savo meridionale è diventato parte della grande contea della Finlandia orientale. Nel 2005 il Savo meridionale si è ridotto a causa della perdita del comune di Kangaslampi, che è stato unito al comune di Varkaus, che si trova nel Savo settentrionale, e pertanto diventato parte integrante di tale regione.

## Amministrazione
Come la gran parte delle altre province finlandesi, il Savo del Sud è governato da due diversi enti:
- la Federazione provinciale del Savo Meridionale (Etelä-Savon maakuntaliitto) è la confederazione dei comuni, con un Consiglio provinciale nominato dai consiglieri comunali, e una relativa Giunta provinciale. Il suo compito è gestire le competenze comunali su un ambito spaziale più ampio e condiviso.
- l’Area di benessere del Savo Meridionale (Etelä-Savon hyvinvointialue) è l’ente sanitario provinciale, creato nel 2022 e con un Consiglio eletto direttamente dai cittadini, che tramite la relativa Giunta gestisce gli ospedali e i servizi assistenziali.[1]

Il primo ente è quello che nomina il direttore provinciale.
La provincia era inclusa nella Finlandia Orientale, oggi ridotta a un’Agenzia regionale col ruolo di prefettura statale.

## Società

### Evoluzione demografica
Per quanto riguarda le fasce di età della popolazione, se confrontato con la media nazionale, nel Savo meridionale vi è un numero maggiore di persone con più di 64 anni, un numero minore di persone con meno di 15 anni, e un numero inferiore di persone con educazione universitaria. La maggior parte degli sbocchi lavorativi della regione sono nel settore primario.

## Comuni
Nel Savo meridionale vi sono 11 comuni. Le città sono evidenziate in grassetto. Pertunmaa è stato soppresso.
- Enonkoski
- Hirvensalmi
- Juva
- Kangasniemi
- Mikkeli
- Mäntyharju

- Pieksämäki
- Puumala
- Rantasalmi
- Savonlinna
- Sulkava

## Stemma del Savo meridionale

Stemma della regione storica del Savo

Sebbene la provincia sia costituita solo dalla parte meridionale della regione storica del Savo, il suo stemma è quasi identico a quello storico (è la sua immagine riflessa).